# Соматотропний гормон
Соматотропін (соматотропний гормон, СТГ, гормон росту) — гормон, що виробляється аденогіпофізом (передньою долею гіпофізу). СТГ бере участь у регуляції росту, що зумовлено його здатністю посилювати синтез білка в організмі.

## Генетика
Родина соматотропних гормонів складається з гормону росту 1 (більш активний гормон, що синтезується в гіпофізі) та гормону росту 2, що експресується переважно в плаценті.

## Фізіологія
Регулюється соматоліберинами та соматостатинами гіпоталамуса. Ефектами соматотропіну є посилення утилізації глюкози в тканинах та стимуляція глюконеогенезу (синтезу глюкози з жирів та білків). СТГ має виражений вплив на ріст хрящової тканини.

## Патологія
Підвищена концентрація гормону росту внаслідок його посиленого синтезу може призводити до гігантизму і акромегалії, а нестача до карликовості.